# Udea eucrena
Udea eucrena là một loài bướm đêm thuộc họ Crambidae. Nó là loài đặc hữu của Kauai, Oahu, Maui và Hawaii.
Ấu trùng ăn các loài Phyllostegia.